# Sturnira nana
Sturnira nana — вид родини листконосові (Phyllostomidae), ссавець ряду лиликоподібні (Vespertilioniformes, seu Chiroptera).

## Середовище проживання
Цей вид зустрічається на півдні Перу. Знайдені в первинних вологих нижньо-гірських лісах.

## Звички
Мало відомо про поведінку цього виду, але, ймовірно, вона така ж як у інших членів роду. 

## Загрози та охорона
Площа знаходиться під загрозою недозволених посівів та інших сільськогосподарських робіт. 